# Douglas William Young
Douglas William Young, S.V.D. (Brisbane, 23 de janeiro de 1950) é um bispo católico australiano, arcebispo emérito de Mount Hagen.
Douglas William Young ingressou nos Missionários Steyler e foi ordenado sacerdote em 13 de agosto de 1977. 
Em 14 de abril de 2000, o Papa João Paulo II o nomeou Bispo Titular de Rusubbicari e Bispo Auxiliar de Mount Hagen. O arcebispo de Mount Hagen, Michael Meier SVD, doou-lhe a consagração episcopal em 2 de julho do mesmo ano; Os co-consagradores foram Ambrose Kiapseni MSC, Bispo de Kavieng, e Hermann Raich SVD, Bispo de Wabag.
Em 17 de julho de 2006, o Papa Bento XVI o nomeou nomeado arcebispo de Mount Hagen.